# Toxorhina juvenca
Toxorhina juvenca är en tvåvingeart som beskrevs av Alexander 1948. Toxorhina juvenca ingår i släktet Toxorhina och familjen småharkrankar. Inga underarter finns listade i Catalogue of Life.